# Abel Verônico
Abel Verônico (Rio de Janeiro, 6 augustus 1941) is een voormalig Braziliaans voetballer, beter bekend onder zijn spelersnaam Abel.

## Biografie
Abel begon zijn carrière bij America uit zijn thuisstad Rio. In 1965 maakte hij de overstap naar Santos, dat enkele jaren eerder twee keer de wereldtitel veroverd had. Met Santos veroverde hij nog twee landstitels, één keer het Torneio Rio-São Paulo en vier keer het Campeonato Paulista. In 1971 speelde hij kort voor Coritiba en Londrina en ging dan vier jaar voor het Mexicaanse Atlas Guadalajara spelen. Hij beëindigde zijn carrière bij Las Vegas Quicksilver.
Op 22 november 1965 speelde hij zijn enige wedstrijd voor het nationale elftal in een vriendschappelijke wedstrijd tegen Hongarije. In de 31ste minuut scoorde hij het derde doelpunt voor Brazilië, dat uiteindelijk met 5-3 won.